# زیلیک (شاهومیان)
زیلیک (ترکی آذربایجانی: Zəylik) یک منطقهٔ مسکونی در جمهوری آرتساخ است که در استان شاهومیان واقع شده‌است. 